# Пожарный риск
Пожарный риск — мера возможности реализации пожарной опасности объекта защиты и её последствий для людей и материальных ценностей.
Допустимый пожарный риск — пожарный риск, уровень которого допустим и обоснован исходя из социально-экономических условий.
Индивидуальный пожарный риск — пожарный риск, который может привести к гибели человека в результате воздействия опасных факторов пожара.
Оценку пожарного риска проводят на основе расчёта воздействия на людей поражающих факторов пожара и принятых мер по снижению частоты их возникновения и последствий. Система пожарной безопасности объекта общественного назначения должна обеспечивать величину пожарного риска, не превышающую предельно допустимого значения. Величина индивидуального пожарного риска не должна превышать одной миллионной (для производственных объектов — одной десятитысячной в год).

## Расчёт пожарного риска
Расчёт пожарного риска необходим в следующих случаях:
- при неполном выполнении обязательных требований пожарной безопасности, установленных законодательством и нормативными документами по пожарной безопасности[5];
- при создании систем противопожарной защиты для защиты людей и имущества от воздействия опасных факторов пожара и (или) ограничении его последствий[6];
- при составлении декларации пожарной безопасности в рамках реализации мер пожарной безопасности[5][7];
- при обосновании требований пожарной безопасности при разработке специальных технических условий на проектирование систем пожарной безопасности для зданий, сооружений, строений, для которых отсутствуют нормативные требования пожарной безопасности.

### Метод расчёта пожарного риска
Определение расчетных величин пожарного риска производится по методике определения расчётных величин пожарного риска в зданиях, сооружениях и пожарных отсеках различных классов функциональной пожарной опасности. (Приказ МЧС РФ от 14.11.2022 N 1140).
Согласно методике, оценку пожарного риска проводят на основе расчёта воздействия на людей поражающих факторов пожара, основанного на сопоставлении расчётного времени эвакуации людей и времени наступления критического значения наиболее опасного фактора пожара, и принятых мер по снижению частоты их возникновения и последствий.

### Расчётное время эвакуации людей
Расчётное время эвакуации людей из помещений и зданий определяется, как правило, на основе моделирования движения людей до выхода наружу, используя одну из следующих моделей:
- упрощенно-аналитическую[8];
- индивидуально-поточную[9];
- имитационно-стохастическую[10].

### Построение полей опасных факторов пожара
Построение полей опасных факторов пожара (тепловой поток, пламя и искры, повышенная температура окружающей среды, повышенная концентрация токсичных продуктов горения и термического разложения, пониженная концентрация кислорода, снижение видимости в дыму может проводиться по интегральной, двузонной (с помощью программы CFAST и др.) или полевой (программные комплексы JASMINE, SOFIE, FDS, PHOENICS, FLUENT, CFX и др.) модели развития пожара, в зависимости от характеристик рассматриваемых объектов.